# 172 a. C.
El año 172 a. C. fue un año del calendario romano prejuliano. En el Imperio romano, fue conocido como el año 582 Ab Urbe condita.

## Acontecimientos

### Hispania Romana
- Pretores Junio Penno y Sp. Lucrecio.[1]

### Grecia
- Eumenes II de Pérgamo viaja a Roma para advertir al Senado Romano del peligro de Perseo de Macedonia. A su vuelta de Roma, casi matan a Eumenes II en Delfos y Perseo es sospechoso de ser el instigador.
- Comienza la tercera guerra macedónica.